# Candace Bushnell

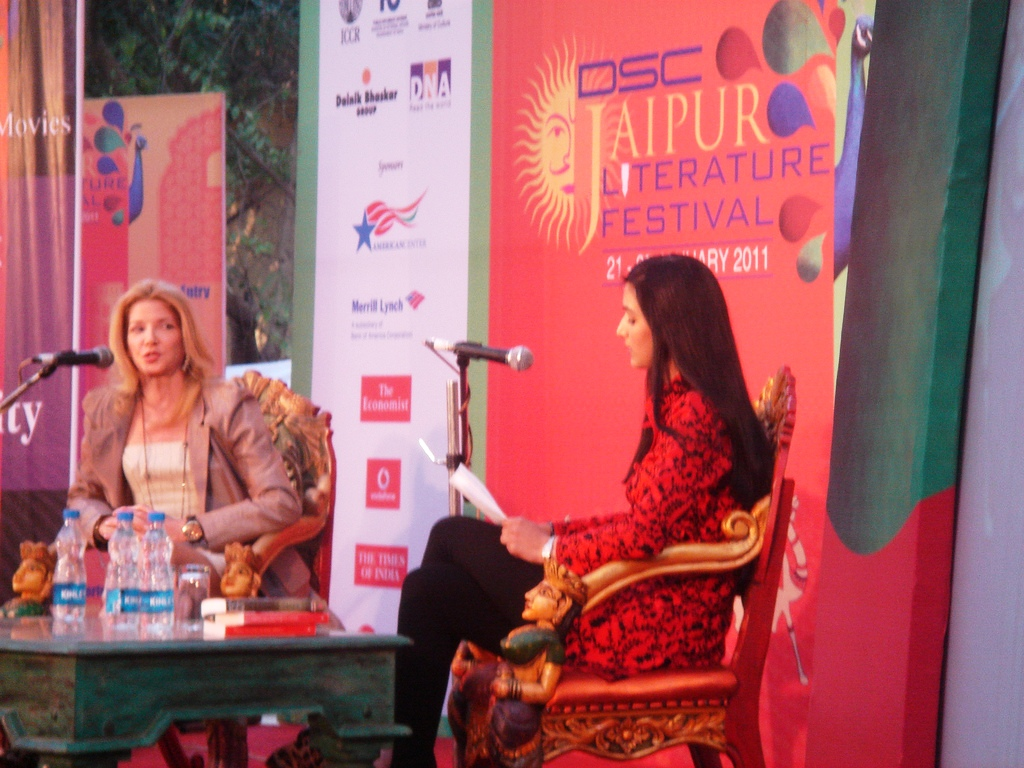
Bushnell (links) in 2011

Candace Bushnell (Glastonbury (Connecticut), 1 december 1958) is een Amerikaans schrijver, journalist en televisieproducent. Haar boeken worden gerekend tot het zogeheten chicklit-genre.
Bushnell verwierf bekendheid door haar columns in de New York Observer als chroniqueur van de moderne zeden in met name New York in de jaren 90 van de vorige eeuw, en het op haar columns gebaseerde satirische boek Sex & the City (1996). De Nederlandstalige vertaling van haar bestseller Sex & the City verscheen in 1996 aanvankelijk onder de titels Sex en de grote stad en Wilde haren en beleefde vele herdrukken.
Een gelijknamige televisieserie gebaseerd op Sex & the City werd gemaakt door Darren Star voor HBO, gevolgd door twee films gebaseerd op de televisieserie. De serie ging in première in de Verenigde Staten op 6 juni 1998 en eindigde op 22 februari 2004, met 94 afleveringen uitgezonden over zes seizoenen. De serie had verschillende producenten, scenarioschrijvers en regisseurs, voornamelijk Michael Patrick King. Daarin worden de fictieve levens gevolgd van vier werkende, goed-verdienende vriendinnen die in New York wonen: als voornaamste de krantencolumnist Carrie Bradshaw, over wie Bushnell zelf later zou verklaren dat zij haar alter ego was,(gespeeld door Sarah Jessica Parker), en haar drie hartsvriendinnen en vertrouwelingen: de seksueel bevrijde PR-professional Samantha Jones (gespeeld door Kim Cattrall), de meer conservatieve kunsthandelaar Charlotte York (gespeeld door Kristin Davis) en de cynische advocaat Miranda Hobbes (gespeeld door Cynthia Nixon). De verhalen spelen zich af in de jaren 90 en daarna - in de tijd dat de Aids-epidemie in de Verenigde Staten voorbij was, met de daarmee gepaarde angst die in de jaren 80 personen met wisselende seksuele contacten zorgen baarde -gaan over de verwikkelingen in hun levens rondom seks en relaties, vriendschap, roddels en vrouwelijkheid, Ze spelen zich veelal af in het drukke Newyorkse stadsdeel Manhattan met zijn vele warenhuizen voor dure merkartikelen en vele uitgaansgelegenheden, een revier volop mogelijkheden voor zowel hun soms op frustraties uitlopende ¨jacht¨ op interessante en aantrekkelijke jonge mannen als om tevens door andere mannen met ongewenste avances te worden lastiggevallen.
Toen haar faam middels columns, het boek, de film en de tv-serie, allen onder de noemer Sex & the City, eenmaal gevestigd was, volgde Bushnell volgde met nieuwe internationale bestsellerromans: 4 Blondes (2001), Trading Up (2003), Lipstick Jungle (2005), One Fifth Avenue (2008), The Carrie Diaries (2010) en Summer and the City (2011). Twee van deze romans werden verfilmd voor televisie: Lipstick Jungle (2008-2009) op NBC, en The Carrie Diaries (2013-2014) op The CW. One Fifth Avenue werd door de Mark Gordon Company en American Broadcasting Company (ABC) gekozen voor een nieuwe televisieshow.

## Biografie
Bushnell groeide op in Glastonbury en verhuisde op 19-jarige leeftijd naar New York City. Ze studeerde aan de Rice Universityen de New York University. Op 19-jarige leeftijd verkocht ze een door haar geschreven manuscript van een kinderboekverhaal aan uitgeverij Simon & Schuster, maar het werd nooit gepubliceerd. Ze werkte aanvankelijk als freelancer voor meerdere periodieken en schreef humoristische stukken over vrouwen, hun relaties en dates. 
In 1993 begon ze te schrijven voor het sinds 1987 verschijnende anti-conservatieve en deels serieuze - deels satirische weekblad The New York Observer. Daar creëerde ze in november 1994 de column onder de kop Sex and the City, waarmee ze als nieuwkomer snel bekend raakte, populair werd en een vast lezerspubliek trok: het betrof een vaak hilarische zedenschets over het soms avontuurlijke en soms moeilijke en zorgelijke leven van met name jonge vrouwen in de hedendaagse Amerikaanse metropool en met name hun omgang met de avances, versierpogingen en avontuurtjes met mannen. Hiermee werd ze al snel een nieuwe exponent van het in de jaren 90 opkomende genre dat snel werd betiteld als chick lit. Deze column bleef in dit blad twee jaar verschijnen. Bushnell was van 2002 tot 2012 getrouwd met de voormalige New York City Ballet-danser Charles Askegard.

### Nederlandstalige vertalingen
- (1998) Sex en de grote stad (later uitgegeven) als Sex & the city
- (?) Wilde haren
- (2003) Hogerop, uitg. Vassallucci
- (2004) Trading up (Hogerop), uitg. Vassallucci
- (2004 ?)4 Blondes uitg. Muntinga
- (2005) Lipstick jungle, uitg. Prometheus
- (2005 ?) Sex & the city uitg. Vassallucci
- (2006) Sex & the city; Chicklit collectie, uitg. Areopagus (2005) * **
- (2010) Carries dagboeken, uit. Prometheus
- (2011) Zomer & de City : het nieuwe dagboek van Carrie, uitg. Prometheus

- Bibsys: 1039619
- Biblioteca Nacional de España: XX1515645
- Bibliothèque nationale de France: cb13566560c (data)
- Catàleg d'autoritats de noms i títols de Catalunya: 981058609854706706
- CiNii: DA16444659
- Gemeinsame Normdatei: 12882798X
- International Standard Name Identifier: 0000 0001 1686 7088
- Library of Congress Control Number: n96041734
- Nationale Bibliotheek van Letland: 000007471
- MusicBrainz: 867c5c4a-a518-4046-b544-3b170c55b5bc
- Bibliotheek van het Japanse parlement: 00664460
- Nationale Bibliotheek van Tsjechië: xx0015300
- Nationale bibliotheek van Australië: 35549710
- Nationale Bibliotheek van Israël: 987007298420505171
- Nationale Bibliotheek van Polen: a0000001611262
- Nationale en Universitaire bibliotheek Zagreb: 000276396
- Nederlandse Thesaurus van Auteursnamen: 150945531
- Istituto Centrale per il Catalogo Unico: PALV052610
- Système universitaire de documentation: 052589315
- Trove: 992457
- Virtual International Authority File: 101699170
- WorldCat: E39PBJmttH9fV7mHVwqRckkJjC